# Edificio Majestic (Bucaramanga)
El Majestic  es un edificio de 42 pisos, es el más alto de la ciudad de Bucaramanga la capital del
departamento de Santander.

## Características
Fue construido por Fenix Construcciones S.A. Requirió la ejecución de 73 pilotes de concreto armado con 2 metros promedio de diámetro los cuales bajaron hasta 40 metros.
Se desarrolla en un gran lote de terreno de 12 000 m² aproximadamente, rodeado por los cerros orientales, entre las carreras 41 y 42 con calle 41.
Su ubicación en uno de los puntos topográficos más altos de la ciudad y los 163 m de altura lo hacen visible desde buena parte del área metropolitana de Bucaramanga. Tiene 7 ascensores de alta velocidad marca Mitsubishi.
El apartamento más pequeño tiene 260 m y los más grandes 540 m en promedio. En ventas equivale a 160 000 millones. Tiene 42 pisos y mide 163 m de altura.
La empresa Chilena Fleischmann se encargó de temas eléctricos y de comunicaciones y la empresa Española Smart Business SA de la integración a nivel audiovisual y domótica.